# Урочище П'ятий Кар'єр
Урочище П'ятий Кар'єр — колишній об'єкт природно-заповідного фонду Рівненської області, гідрологічний заказник місцевого значення.
Розташовувався в Сарненському держлісгоспі, Сарненське лісництво, квартали 87, 97, 98 (Сарненський район). Площа — 77 га. Утворено 1983 року.
Об'єкт скасовано рішенням Рівненської обласної ради № 322 від 5 березня 2004 року «Про розширення та впорядкування мережі природно-заповідного фонду області».. Зазначена причина скасування — вироблені торфорозробки, у зв'язку із чим відбулось пониження рівню води, що зробило неможливим гніздування водоплавних птахів.